# Австрийска икономическа школа
Австрийската школа, също известна като Виенска школа или Психологическа школа, е школа в икономическата мисъл, която се фокусира върху спонтанната организираща сила на ценовия механизъм или ценовата система. Икономистите от Австрийската школа твърдят, че комплексността на човешкото поведение прави математическото моделиране на развиващия се пазар трудно или нерешимо, и подкрепят икономическия подход лесе-фер, включително идеята за твърда ценова система. Икономистите от Австрийската школа се застъпват за стриктното изпълнение на доброволно договорени споразумения между икономическите агенти и твърдят, че търговските трансакции трябва да бъдат предмет на най-малкото възможно обременяване от сили, които те смятат за принудителни (правителствена намеса). В частност, те препоръчват поемането на ограничена роля от държавата, при която намесите в икономиката са минимални, особено в сферата на паричната емисия. Въпреки че Школата е с непрекъсната традиция от късния 19 век насам, тя се смята за хетеродоксална (не от мейнстрийма) и нейните последователи са най-често асоциирани с либертарианските политически възгледи, като тези на кръга около Института „Мизес“. 

## История

### Предавстрийската традиция
Историята на Австрийската школа води началото си от ХV век, когато последователите на Тома Аквински, пишещи и преподаващи в Университета на Саламанка, Испания, се опитват да обяснят цялостната гама от човешки действия и социална организация.
Тези късни схоластици отбелязват наличието на икономически закон, неумолимите сили на причинно-следствената връзка, които действат подобно на останалите природни закони. В рамките на няколко поколения те откриват и обясняват законите на търсенето и предлагането, причината за инфлацията, действието на валутните курсове и субективния характер на икономическата стойност – ето защо Йозеф Шумпетер основателно ги нарича „първите истински икономисти“.
Късните схоластици са привърженици на правото на собственост и на свободата на договаряне и търговия. Те възхваляват приноса на бизнеса към обществото, като същевременно упорито се противопоставят на данъци, контрол на цените и норми, които спъват предприемчивостта. Като морални теолози, те призовават правителствата да се подчиняват на етичните постулати срещу кражба и убийство и се придържат към правилото на Лудвиг фон Мизес: първата задача на един икономист е да каже на правителствата какво не им е позволено да правят.
Първият общ трактат за икономиката – „Есе за природата на търговията“, е написан през 1730 г. от Ришар Кантийон, възпитаник на схоластичната традиция. Роден в Ирландия, той емигрира във Франция. Кантийон разглежда икономиката като независима област и обяснява формирането на цените с помощта на мисловен експеримент. Той разбира пазара като предприемачески процес и се придържа към поддържаната от австрийската школа теория за възникването на парите: те навлизат в икономиката стъпка по стъпка, като по пътя си подриват цените.
Последвател на Кантийон е Ан Робер Жак Tюрго, пропазарният френски аристократ и министър на финансите при стария режим. Неговите икономически трудове са малко, но задълбочени. В произведението си „Стойност и пари“ той разкрива произхода на парите, както и природата на икономическия избор – изборът отразява субективното подреждане на предпочитанията на индивида. Tюрго разрешава прочутия парадокс „вода-диаманти“, който хвърля в недоумение по-късните класически икономисти, ясно формулира закона за намаляващата възвръщаемост и критикува законите за лихварството (деликатен момент при късните схоластици). Той е привърженик на класическия либерален подход към икономическата политика, като препоръчва отмяната на всички специални привилегии, предоставяни на свързани с държавата отрасли.
Tюрго е интелектуалният баща на дълга поредица от големи френски икономисти през ХVІІІ и ХІХ век, най-вече Жан-Батист Сей и Клод Фредерик Бастиа. Сей е първият икономист, който навлиза по-дълбоко в икономическия метод. Той осъзнава, че икономиката не се състои в акумулирането на данни, а по-скоро в словесното осветляване на универсални факти (като например, че потребностите са неограничени, а средствата са недостатъчни), и техните логически последствия.
Сей създава теорията на производителността на ресурсното ценообразуване, ролята на капитала в разделението на труда и Закона на Сей: на свободния пазар никога не може да се получи устойчиво свръхпроизводството или недостатъчно потребление, ако се даде възможност на цените да се приспособяват. Също като Бастиа, той е защитник на laissez-faire и на Индустриалната революция. Като журналист на свободния пазар, Бастиа твърди още, че нематериалните услуги са обект на същите икономически закони като материалните блага. В една от многобройните си икономически алегории, Бастиа описва „заблудата на счупения прозорец“, популяризирана по-късно от Хенри Хазлит.

### Същинската австрийска школа
Въпреки теоретичната задълбоченост на тази развиваща се предавстрийска традиция, британската школа от края на ХVІІІ и началото на ХІХ век се налага най-вече по политически причини. Британската традиция (основана на теорията за стойността от перспективата на обективните разходи и производителността на труда) в крайна сметка води до възхода на марксистката доктрина за капиталистическата експлоатация.
Много по-късно господстващата британска традиция се сблъсква с първото си сериозно предизвикателство, когато през 1871 г. Карл Менгер публикува „Принципи на икономиката“. Менгер, основател на същинската Австрийска школа, възражда схоластичния френски подход към икономиката и го поставя на твърда основа.
Заедно със съвременниците си Леон Валрас и Уилям Стенли Джевънс, Менгер разкрива субективната основа на икономическата стойност и за първи път изчерпателно обяснява теорията на пределната полезност (колкото повече единици от дадено благо притежава един човек, толкова по-малко той ще цени всяка отделна единица). Освен това Менгер посочва как са възникнали парите в условията на свободния пазар, когато най-продаваемата стока се търси не за потребление, а като разменна монета за други стоки.
Книгата на Менгер се оказва един от стълбовете на маржиналната революция в историята на икономическите науки. Когато Мизес заявява, че тя го е направила икономист, той има предвид не само теорията на Менгер за парите и цените, но и неговия подход към самата дисциплина. Неговите „Изследвания“, излезли 12 години по-късно, оборват Немската историческа школа, която отрича теорията и разглежда икономиката като събиране на данни в услуга на държавата.
Като професор по икономика във Виенския университет, а впоследствие преподавател на младия, но злополучен престолонаследник Рудолф от династията на Хабсбургите, Менгер възстановява икономиката като наука за човешкото действие, основано на дедуктивната логика, и подготвя почвата за сблъсъка на по-късните теоретици с влиянието на социалистическата мисъл. Неговият ученик Фридрих фон Визер оказва силно влияние върху по-късните разработки на Фридрих фон Хайек. Съчиненията на Менгер си остават отлично въведение към икономическия начин на мислене. До известна степен, след Менгер всеки австриец се е смятал за негов ученик.
Почитател и последовател на Менгер в Университета на Инсбрук, Ойген фон Бьом-Баверк взима тезата на Менгер, преформулира я и я прилага по отношение на множество нови проблеми, включително стойност, цена, капитали и лихва. Неговата „История и критика на теориите за лихвата“, появила се през 1884 г., е всеобхватен преглед на заблудите в историята на мисълта, както и непреклонна защита на идеята, че лихвеният процент не е изкуствено творение, а неотменна част от пазара. Той отразява универсалния факт на времевото предпочитание, склонността на хората да предпочитат удовлетворяване на потребностите си в настоящето, а не в бъдещето (теория, по-късно доразвита и застъпвана от Франк Фетер).
„Положителната теория на капитала“ на Бьом-Баверк демонстрира, че нормалната норма на икономическата печалба е лихвеният процент. Капиталистите спестяват пари, плащат на работниците и изчакват, докато се продаде крайния продукт, за да реализират печалба. Той демонстрира още, че капиталът не е хомогенна, а сложна и разнородна структура, която има времеви измерения. Една нарастваща икономика не е просто следствие от нарастването на капиталовите инвестиции, а и от все по-продължителните процеси на производство.
Бьом-Баверк влиза в продължителна битка с марксистите относно теорията за експлоатацията на труда от капитала и опровергава социалистическата доктрина за капитала и заплащането далеч преди комунистите да дойдат на власт в Русия през 1917 г. Освен това Бьом-Баверк води семинар, който по-късно ще се превърне в модел за семинара на Мизес във Виена.
Бьом-Баверк е привърженик на политика, която е съобразена с все по-утвърждаващата се реалност на икономическия закон. Той смята интервенционизма за атака срещу пазарните икономически сили, която в дългосрочен план е обречена на неуспех. През последните години от монархията на Хабсбургите той е три пъти министър на финансите, ратуващ за балансиран бюджет, стабилни пари и златен стандарт, свободна търговия, както и за отмяна на експортните субсидии и други привилегии за монополите.
Именно неговите изследвания и съчинения затвърждават статута на Австрийската школа като единен начин на възприемане на икономическите проблеми и подготвят почвата за огромните следи, които оставя в англоезичния свят. Но една от областите, където Бьом-Баверк не доразвива анализа на Менгер, са парите – институционалната пресечна точка на микро- и макроподхода. Това предизвикателство се поема от младия Мизес, икономически съветник на Австрийската търговска камара.

### Епохата „Мизес“
В резултат на изследванията на фон Мизес се появява „Теория на парите и кредита“, публикувана през 1912 г. В нея Мизес обяснява как теорията на пределната полезност се прилага към парите и излага собствената си теорема на регресията, като посочва, че парите не само произхождат от пазара, но и това винаги трябва да е така. Въз основа на Британската валутна школа, на теорията на Кнут Виксел за лихвените проценти, както и на теорията на Бьом-Баверк за структурата на производството, Мизес представя общите насоки на Австрийската теория за икономическия цикъл. Година по-късно Мизес е назначен във факултета на Виенския университет и семинарът на Бьом-Баверк посвещава цели два семестъра на обсъждане на книгата на Мизес.
Кариерата на Мизес е прекъсната в продължение на четири години от Първата световна война. Той прекарва три от тях като артилерийски офицер и една като щабен офицер в икономическото разузнаване. В края на войната публикува „Нация, държава и икономика“ (1919), където се застъпва за икономическите и културни свободи на малцинствата в току-що рухналата империя и предлага теория на икономиката на войната. В същото време паричната теория на Мизес става обект на внимание в САЩ чрез работата на Бенджамин М. Андерсън-младши, икономист в Чейс Нешънъл Банк. (Книгата на Мизес е остро разкритикувана от Джон Мейнард Кейнс, който по-късно признава, че не може да чете на немски език).
Безкомпромисен, Мизес се обръща към проблемите на самия социализъм и през 1921 г. написва хитовото си есе „Социализъм“, което през следващите две години превръща в едноименната книга. Социализмът не позволява частната собственост и пазар за средствата за производство, и следователно няма как ресурсите да се използват по най-полезния възможен начин. Социализмът, прогнозира Мизес, ще доведе до пълен хаос и край на цивилизацията.
Мизес предизвиква социалистите да обяснят от икономическа гледна точка как точно ще работи тяхната система – задача, която те избягват. Дебатът между привържениците на Австрийската школа и социалистите продължава през следващото десетилетие, а и след това – до рухването на световния социализъм през 1989 г. – учените отдавна смятат, че е разрешен в полза на социалистите.
Същевременно аргументите на Мизес в полза на свободния пазар привличат група отцепници от социалистическата кауза, включително Хайек, Вилхелм Рьопке и Лайънъл Робинс. Мизес започва да провежда частен семинар в офисите си в Търговската камара, който се посещава от Фриц Махлуп, Оскар Моргенщерн, Готфрид Хаберлер, Алфред Шютц, Рихард фон Стригл, Ерик Фьогелин, Паул Розенщайн-Родан, както и много други интелектуалци от цяла Европа.
През 1920-те и 30-те години Мизес води битки и на два други академични фронта. Той нанася решаващия удар на Немската историческа школа с поредица от есета в защита на дедуктивния метод в областта на икономиката, който по-късно нарича праксеология, или логика на действието. Освен това основава Австрийския институт за изследване на икономическия цикъл и възлага ръководството му на ученика си Хайек. През тези години Хайек и Мизес правят много изследвания на икономическия цикъл, предупреждават за опасността от кредитната експанзия и прогнозират предстоящата икономическа криза. Именно тези дейности се цитират от Комитета за Нобеловата награда през 1974 г., когато Хайек получава наградата за икономика. Докато работи в Англия и САЩ, Хайек става основен противник на кейнсианската икономика с произведения за валутните курсове, теория за капитала и паричната реформа. Неговата популярна книга „Пътят към робството“ помага за съживяването на класическото либерално движение в Америка след Новия курс и Втората световна война. И в серията „Право, законодателство и свобода“ той доразвива подхода на късните схоластици към закона и го използва в критиките си към егалитаризма и такива „панацеи“ като социалната справедливост.
В края на 1930-те години, след ударите на Голямата депресия, над Австрия надвисва нацистко управление. Хайек вече е заминал за Лондон през 1931 г. по настояване на Мизес и през 1934 г. самият Мизес се мести в Женева, за да преподава и пише в Института за международни изследвания, а по-късно емигрира в САЩ. Тъй като познават Мизес като заклет враг на националсоциализма, нацистите конфискуват всички материали от апартамента му и ги скриват, докато трае войната. По ирония на съдбата, именно идеите на Мизес, филтрирани през съчиненията на Рьопке и държавничеството на Лудвиг Ерхард, довеждат до следвоенните икономически реформи в Германия и изграждат страната отново. Впоследствие, през 1992 г., австрийските архивисти откриват откраднатите от Виена документи на Мизес при отваряне на архив в Москва.
В Женева Мизес създава най-значимото си произведение „Национална икономика“, което след пристигането си в САЩ преработва, разширява и превръща в „Човешкото действие“, публикувано през 1949 година. Неговият ученик Мъри Ротбард го нарича „върховото постижение на Мизес и един от най-съвършените продукти на човешкия ум в нашия век. Това е икономиката в завършен вид.“ Тази творба е опорната точка на цялата история на Австрийската школа и тя си остава икономическият трактат, който дефинира Школата. Независимо от това „Човешкото действие“ не се радва на добър прием сред икономическите среди, които вече са направили решителен завой към кейнсианството.
Макар че Мизес никога не е заемал платен академичен пост, той отново събира около себе си студенти в Нюйоркския университет, както по-рано във Виена. Още преди Мизес да емигрира, журналистът Хенри Хазлит му става най-видният привърженик, публикува рецензии за книгите му в New York Times и Newsweek и популяризира идеите му в такива класически произведения като „Икономиката в един урок“. Хазлит обаче има собствен принос към Австрийската школа. Именно той разбива ред по ред „Обща теория на заетостта, лихвата и парите“ на Кейнс, защитава съчиненията на Сей и го възстановява на централно място в австрийската макроикономическа теория. По примера на Мизес, Хазлит неотклонно се придържа към принципите си и поради това е заставен да се откаже от четири престижни позиции на журналистическото поприще.

### Ротбард – възродителят на Австрийската икономическа школа
Семинарът на Мизес в Ню Йорк продължава до две години преди смъртта му през 1973 година. През тези години антикейнсианските разработки на Уилям Харълд Хът допълват тези на Мизес. Ротбард става най-продуктивният студент на Мизес. Наистина, неговата „Човек, икономика и държава“ (1962 г.) е създадена по образец на „Човешкото действие“, а в някои области като теорията за монопола, полезността и благосъстоянието и теорията за държавата, дори изчиства и укрепва собствените възгледи на Мизес. Като прилага икономическата наука в рамките на теорията за естественото право на собственост, подходът на Ротбард към Австрийската школа е в непосредствено съзвучие с късната схоластична мисъл. В резултат на това се оформя пълноценната защита на един капиталистически и бездържавен обществен строй, основан върху собствеността и свободата на сдружаване и договаряне.
След икономическия си трактат Ротбард продължава с изследване на Голямата депресия, където прилага австрийската теория за икономическия цикъл, за да покаже, че сривът на фондовия пазар и икономическият спад се дължат на предшестваща експанзия на банковия кредит. След това, в поредица проучвания на държавната политика, той създава теоретичната рамка за изследване на последиците от всички видове намеса на пазара.
В зряла възраст Мизес става свидетел на началото на възраждането на Австрийската школа, което датира от появата на „Човек, икономика и държава“ и продължава. Именно Ротбард утвърждава Австрийската школа и класическата либерална доктрина в САЩ, особено със „Заченати на свобода“, неговата четиритомна история на колониална Америка и откъсването ѝ от Великобритания. Обединяването на теорията за естествените права и на Австрийската школа се осъществява във философския му труд „Етика на свободата“, като през цялото това време той пише поредица от научно-икономически материали, събрани в двутомното издание „Логика на действието“, публикувано в серията на Едуард Елгар „Икономистите на века“.
Тези програмни произведения служат за свързващо звено между поколението на Мизес-Хайек и поддръжниците на Австрийската школа сега, които работят за разширяване на традицията. Всъщност, без стремежа на Ротбард да се изправи срещу интелектуалните тенденции на своето време, напредъкът в традицията на Австрийската школа можеше и да не се осъществи.
Въпреки че от 1930-те години насам идеите на Австрийската школа са се утвърдили значително, Ротбард, подобно на Мизес преди него, не се радва на популярност сред академичните среди. Макар и в последните си години да оглавява катедра в Университета в Невада, Лас Вегас, той никога не заема преподавателска длъжност, която да му разрешава да ръководи дисертации. Независимо от това, успява да набере голяма, активна и интердисциплинарна подкрепа за Австрийската школа.
Създаването на Института „Лудвиг фон Мизес“ през 1982 г., с помощта на Маргит фон Мизес, както и на Хайек и Хазлит, открива редица нови възможности както за Ротбард, така и за Австрийската школа. С постоянен поток от научни конференции, въвеждащи семинари, книги, монографии, бюлетини, проучвания и дори филми, Ротбард и Институтът „Мизес“ пренасят Австрийската школа в постсоциалистическия век.
Ротбард е първият главен редактор на „Преглед на австрийската икономика“ на Института „Мизес“, първият в света изцяло базиран на Австрийските идеи научен журнал (сега „Тримесечен журнал на австрийската икономика“), и води летните въвеждащи курсове на Института. На тях той представя много от изследванията си в областта на историята на икономическата мисъл. Тази дейност се увенчава с двутомната „Австрийска перспектива върху историята на икономическата мисъл“, която разширява историята на дисциплината, за да обхване трудове, създавани през вековете.
Чрез студентските стипендии на Института „Мизес“, учебните ръководства, книгите, списанията, библиографиите, летните школи и конференции, Австрийската школа прониква до известна степен във всеки раздел на икономиката и социалните науки в Америка, както и в много други страни. Годишната конференция на учени последователи на Австрийската школа от Обърнския университет привлича учени от цял свят за обсъждане, дебатиране и прилагане на цялостната Австрийска традиция.
Завладяващата история на това велико движение на мисълта, с неговите приливи и отливи, е историята за това как големите умове може да допринесат за развитието на науката и да се противопоставят на злото със съзидателност и смелост. Сега Австрийската школа е интелектуален знаменосец на свободното общество. Това е възможно благодарение на героичните и блестящи умове, които съставляват семейната история на Школата, както и на хората, които предават това наследство на бъдещето чрез Института „Лудвиг фон Мизес“.